# Putovnica Turkmenistana
Putovnica Turkmenistana putna je isprava koja se državljanima Turkmenistana izdaje za putovanje i boravak u inozemstvu, kao i za povratak u zemlju.
Za vrijeme boravka u inozemstvu, putna isprava služi za dokazivanje identiteta i kao dokaz o državljanstvu.
Putovnica Turkmenistana se izdaje za neograničen broj putovanja.

## Jezici
Putovnica je ispisana tukmenistanskim i engleskim jezikom.

## Izgled
Turkmenske putovnice su zelene boje, s natpisom "Turkmenistan" (na turkmenskom: Türkmenistan) i "Putovnica" (na turkmenskom: Pasport) na turkmenskom i engleskom jeziku na koricama. Grb Turkmenistana je utisnut u sredini korica. Putovnica ima 48 stranica.

### Stranica s identifikacijskim podacima
- slika vlasnika putovnice
- tip ("P" za putovnicu)
- kod države
- serijski broj putovnice
- prezime i ime vlasnika putovnice
- državljanstvo
- nadnevak rođenja (DD. MM. GGGG)
- spol (M za muškarce ili F za žene)
- mjesto rođenja
- nadnevak izdavanja (DD. MM. GGGG)
- potpis vlasnika putovnice
- nadnevak isteka (DD. MM. GGGG)
- izdana od

## Valjanost
Turkmenistanske putovnice vrijede 5 godina za djecu do 16 godina i 10 godina za odrasle. Turkmenistan je jedna od rijetkih zemalja koja ne obnavlja istekle putovnice u svojim stranim diplomatskim misijama. Umjesto toga, veleposlanstva i konzulati Turkmenistana stavljaju pečat na posljednje stranice isteklih putovnica tvrdeći da je putovnica "produljena". Kako bi stavili oznaku u putovnicu o produženju, državljani Turkmenistana, koji privremeno ili stalno borave u stranim zemljama, moraju se obratiti najbližoj diplomatskoj misiji zemlje, napisati zahtjev u slobodnom obliku i ispuniti upitnik. Uz zahtjev je potrebno priložiti samu putovnicu, njezinu presliku i fotografiju veličine putovnice.